# Android TV
Android TV — операционная система, построенная на базе Android и разработанная компанией Google. ОС доступна для установки на телевизоры с поддержкой Smart TV, саундбары, приставки и цифровые медиаплееры. Система является продолжением Google TV и имеет пользовательский интерфейс, ориентированный на поиск контента и голосовой поиск, агрегацию контента из различных медиаприложений и сервисов, а также интеграцию с другими современными технологиями Google, такими как Assistant, Cast и Knowledge Graph.
Платформа была представлена в июне 2014 года и впервые появилась на Nexus Player в октябре того же года. Платформа была принята в качестве связующего ПО для смарт-телевизоров следующими компаниями: Sony, Panasonic, Philips, Sharp, Motorola, Nokia, Toshiba и TCL.
Продукты Android TV также были внедрены некоторыми провайдерами IPTV-телевидения в их приставки. Сертификация «Operator Tier» позволяет провайдерам выпускать собственные устройства на базе платформы Android TV.

## История
Впервые Android TV была анонсирована на Google I/O в июне 2014 года как преемник коммерчески неудачного Google TV. Некоторые из присутствующих на конференции получили набор для разработки ADT-1. Издание The Information сообщило, что за основу ADT-1 было взято снятое с производства устройство для запуска «Nexus TV», которое разрабатывалось внутри компании Google. Google представила первое устройство Android TV, Nexus Player, разработанное совместно с компанией Asus, на выставке аппаратного обеспечения в октябре 2014 года.
Устройство с набором средств разработки ADT-2 было выпущено до выхода Android TV 9.0. Android TV 10 была выпущена 10 декабря 2019 года с комплектом разработки ADT-3. Android TV 11 была выпущена 22 сентября 2020 года к выпуску ADT-3, а в течение последующих месяцев планировалось распространить ее среди OEM-партнеров.
В сентябре 2020 года было объявлено, что сервис Google TV, предназначенный для просмотра и обнаружения контента, с 2021 года будет доступен на телевизорах от партнеров по ОС Android TV. В феврале 2021 года было объявлено об обновлении домашнего экрана Android TV, которое добавило три новые вкладки в верхней части: Home, Discover, Apps. На вкладке «Discover» будут доступны персонализированные рекомендации фильмов, сериалов и прямых ТВ-трансляций.
Android TV 12 был выпущен 30 ноября 2021 года, а его распространение запланировано на конец 2022 года. Android TV 13 была выпущена 2 декабря 2022 года для разработчиков, использующих комплект разработки ADT-3.

## Обзор
Платформа Android TV — это адаптация операционной системы Android для телевизионных приставок и интегрированного программного обеспечения для Smart TV. Эта платформа поддерживает мультимедийные и игровые приложения из Google Play, хотя не все приложения из Google Play совместимы с Android TV. Некоторые устройства на базе Android TV, такие как Nvidia Shield и Razer Forge TV, продаются как микроприставки и комплектуются беспроводным Bluetooth-геймпадом.
The Verge отмечает, что Android TV отличается поддержкой проекта Google Knowledge Graph, совместимостью с Chromecast, большим акцентом на поиск, более тесной связью с экосистемой Android, включая Google Play и Android Wear, а также встроенной поддержкой игр, геймпадов Bluetooth и фреймворка Google Play Games.
Последующие выпуски Android TV добавили в ОС новые функции, например, поддержку камеры (Android TV 9), режим Auto Low-latency для игр (Android TV 11), пользовательский интерфейс в формате 4K, переключение частоты обновления, масштабирование текста (Android TV 12) и многое другое.
Специальная сертификация Android TV «Operator Tier» доступна для компаний-операторов платного телевидения и других услуг, позволяя им настраивать домашний экран, изменять пользовательский интерфейс, а также встраивать приложения, контент и предлагать свои услуги на устройствах Android TV, которые предоставляются их абонентам; таким образом, выгодно выделяясь на фоне других операторов и также устройств под управлением Android TV.
К маю 2022 года на Android TV стало доступно более 10 000 совместимых приложений (по сравнению с 6 500 на момент запуска).

## Функции

### Рекомендации контента
Вкладка «Discover» появилась в феврале 2021 года на обновленном главном экране в виде персонализированных рекомендаций по фильмам, сериалам и телепередачам.
Раньше на домашнем экране Android TV использовался вертикально прокручивающийся строчный интерфейс, включавший раздел «Content Discovery», заполненный предлагаемым контентом, а также список «Watch Now», отображавший медиаконтент из установленных приложений.

### Покупки
Вкладка «Shop» на главном экране Android TV, представленная в июне 2023 года, открывает доступ к фильмам, которые можно купить или взять в аренду, и позволяет совершать покупки непосредственно на устройстве Android TV. Вкладка также включает в себя раздел «Library» для доступа к покупкам, сделанным с одного аккаунта Google на YouTube, других устройствах Google TV и Android TV, а также в мобильном приложении Google TV.

### Голосовое управление
Android TV поддерживает голосовые команды, с помощью которых можно искать и открывать для себя контент, доступный в различных приложениях и сервисах, а также управлять воспроизведением контента посредством встроенного Google Ассистента. С помощью Google Ассистента пользователи также могут управлять устройствами «умного дома».

### Google Cast
Android TV поддерживает трансляцию с разрешенных устройств и приложений при помощи Google Cast.

## Интерфейс Google TV

Интерфейс домашнего экрана Google TV

Модифицированный пользовательский интерфейс Android TV OS, получивший название «Google TV», был представлен на новом Chromecast, выпущенном 30 сентября 2020 года, одновременно с ребрендингом мобильного приложения Google Play Фильмы и ТВ в Google TV.
Google TV, равно как и новый интерфейс Android TV, интегрированы с сервисом Google TV. Порядок расположения контента, приложений, сервисов, включая рекомендации, список просмотра или купленные фильмы, появляющиеся на Google TV, по умолчанию устанавливается компанией Google с учетом рейтинга популярности приложений, наличия установленных приложений, сохраненных пользователями сервисов и договорных соглашений с партнерами Google. Вкладка «Shop» на Android TV позволяет пользователю просматривать, покупать или арендовать фильмы, распространяемые через Google TV.
В 2021 году в продаже появились приставки, адаптеры и смарт-телевизоры с поддержкой Google TV, а к концу 2022 года Google TV заменил интерфейс Android TV на всех новых продаваемых устройствах. Устройства, уже выпущенные с интерфейсом Android TV, не были обновлены до Google TV, но в феврале 2021 года получили редизайн домашнего экрана под названием «Discover UI» с похожим на Google TV внешним видом. В первую неделю сентября 2023 года он был внедрен во всех странах.
Google TV упорядочивает контент в реальном времени или по запросу с различных сервисов и установленных приложений по жанрам и тематикам, включая тренды в поиске Google. Google TV был анонсирован как «новый развлекательный сервис, призванный облегчить просмотр и поиск того, что стоит посмотреть». В нем есть спонсорский контент, а также режим работы только с приложениями.

### Региональные стриминговые сервисы
Google TV объединяет доступный контент от Google, а также различных партнеров по приложениям и сервисам, в том числе разработчиков приложений и киностудий. По состоянию на декабрь 2023 года поддерживается 50 стриминговых сервисов в США и различные региональные сервисы:

#### США
- A&E
- ABC
- Aha[англ.]
- Amazon Prime Video
- AMC
- Apple TV+
- BET+[англ.]
- Brown Sugar
- Comedy Central
- Crackle[англ.]
- Crunchyroll
- Discovery+[англ.]
- DisneyNOW
- Disney+
- Epix Now[англ.]
- FlixLatino
- Fox Now[англ.]
- Freevee[англ.]
- FuboTV[англ.]
- Funimation
- Globoplay[англ.]
- Haystack News[англ.]
- HBO Go[англ.]
- History
- Hulu
- iQIYI
- Kocowa[англ.]
- Lifetime
- Max
- MGM+[англ.]
- MTV
- NBC
- Netflix
- Pantaya[англ.]
- Paramount+
- Peacock
- Philo[англ.]
- Plex[англ.]
- Pluto TV[англ.]
- Red Bull TV[англ.]
- Showtime
- Sling TV[англ.]
- Starz
- TBS
- The CW
- TNT
- Tubi TV[англ.]
- VH1
- Viki[англ.]
- YouTube
- YouTube TV
- Zee5[англ.]

#### Австралия
- 7Plus
- 9Now
- ABC iView
- Foxtel Go
- Stan

#### Бразилия
- Globoplay

#### Франция
- Molotov.tv
- France.tv
- myCanal
- Salto

#### Германия
- Joyn
- Zattoo

#### Япония
- ABEMA
- dTV
- U-NEXT

#### Италия
- RaiPlay

#### Новая Зеландия
- TVNZ

#### Скандинавия (Швеция, Дания и др.)
- Viaplay
- SVT Play
- YouSee TV & Film

#### Великобритания
- BBC
- BT Sport
- DAZN
- ITVX
- My5
- Hayu

## Устройства Android TV

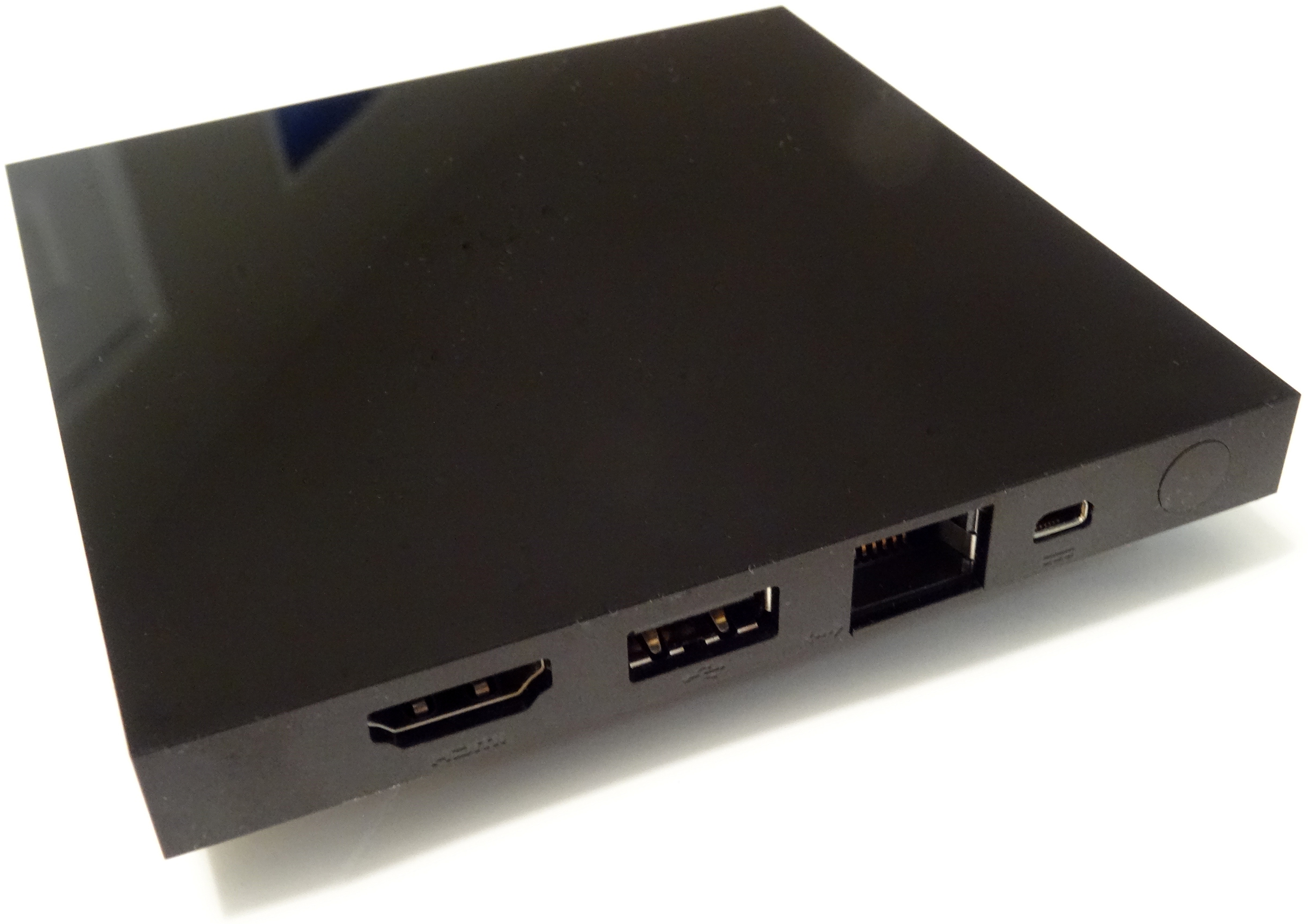
Цифровой медиаплеер ADT-1, входящий в официальный комплект разработчика для Android TV

Android TV используется для работы со многими типами устройств, такими как смарт-телевизоры, смарт-проекторы, телевизионные приставки и адаптеры.
В ходе конференции Google I/O 2014 года компания Google объявила, что Sony, Sharp и TP Vision/Philips выпустят смарт-телевизоры с предустановленным Android TV уже в 2015 году. Было отмечено, что поддержка специфических для телевизоров функций, таких как переключение входов и тюнинг, будет встроена в платформу Android.
На выставке CES 2015 компания Sony представила линейку смарт-телевизоров Bravia под управлением Android TV. 10 июня 2015 года компания Sharp выпустила две модели телевизоров. Компания Philips объявила, что 80% ее телевизоров образца 2015 года будут работать под управлением Android TV, первые две модели из которых появились в продаже в июне 2015 года.
В январе 2016 года Google сообщила о других партнерах по производству телевизионного оборудования, включая Arçelik, Bang & Olufsen, Hisense, RCA, TCL Corporation, Vestel, OnePlus и Realme.
Для Android TV было выпущено множество коммерческих приставок и модулей, в частности, Nexus Player от Google, Nvidia Shield TV, Mi Box, Mi Box S и Mi TV Stick от Xiaomi.
Кроме того, часть провайдеров платного телевидения запустили услуги IPTV, используя вместо фирменных приставок оборудование на базе Android TV.
В июле 2019 года Android TV стал доступен на саундбарах.
Компания Google в 2020 году представила устройства Chromecast на базе операционной системы Android TV и с обновлённым интерфейсом Google TV под общим названием «Chromecast с Google TV».